# Can’t You See It in My Eyes
Can’t You See It in My Eyes (englisch für „Kannst du es nicht in meinen Augen sehen?“) ist eine Doo-Wop-Ballade im mittleren Tempo, die Warren Joyner und John Marascalco 1962 für die kalifornische Vokalgruppe The Electras geschrieben haben. Die in der Melodieführung meist zweistimmig vorgetragene Aufnahme erschien zweimal auf Lola Records und einmal auf Challenge Records. Eine Coverversion von Jimmy Elledge kam auf RCA Victor heraus. Erst 2005 kam das Stück durch den australischen Rock-’n’-Roll-Sänger Lonnie Lee erneut zur Aufnahme. Kommerziell blieb Can’t You See It in My Eyes erfolglos.

## Entstehung
1961 war der Produzent und Songwriter John Marascalco als A&R-Manager bei Infinity Records eingestiegen. Seine erste Produktion war eine Single mit der von Chester Pipkin neu formierten Band The Electras. Weitere Mitglieder waren Pipkins Cousin Gary Pipkin, Billy Mann und Warren Joyner, der zuvor als Tenor bei den Misfits und Brentwoods gesungen hatte. You Lied war dabei eine erste kompositorische Zusammenarbeit zwischen Marascalco und Joyner. Bei kommenden Aufnahmen zogen Pipkin und Marascalco aber auch Sänger-Kollegen hinzu, die in Vorgängerbands wie The Valiants oder The Untouchables dabei waren. Nach der dritten Single bei Infinity übernahm Marascalco die Band auf sein neu gegründetes eigenes Label Lola Records. In unbekanntem Studio mit unbekannter Begleitband entstand 1962 unter der Leitung Marascalcos die Aufnahme Can’t You See It in My Eyes, bei welcher der Co-Autor Joyner die Hauptstimme und der Tenor Billy Storm von den Valiants die zweite Stimmlinie übernahm. Die übrigen Electras-Sänger harmonierten bei den im Doo-Wop typischen Vokaleinwürfen. Marascalco ließ das Copyright für sich und Joyner am 18. Januar 1962 bei der Library of Congress registrieren und übernahm den Titel auf seinen eigenen Musikverlag Robin Hood Music.

## Musikalischer Aufbau
Can’t You See It in My Eyes ist eine R&B-Ballade im mittleren Tempo im 4/4-Takt, die in A-Dur gesetzt ist. Als Soloinstrument dient eine Flöte, die neben Fill-Ins auch das Intro des Stückes bestreitet. Der jeweils erste Vers einer Strophe wird vom Lead-Sänger alleine vorgetragen, zum zweiten Vers setzt eine darüber harmonierende Zweitstimme ein. Die Strophen schließen jeweils mit der Titelphrase „Can’t You See It in My Eyes“, welche die Funktion des Refrains übernimmt. Auf die zweite Strophe folgt eine Bridge. Bei der Überleitung zum Refrain und erneut zur dritten Strophe trennt sich die Zweitstimme von der Hauptmelodie und steigt zu besonders hohen, melismatischen Figuren auf. In allen Songelementen werden die beiden Hauptstimmen vom Doo-Wop-Ensemble als Hintergrund auf dem Vokal „a“ oder mittels aus dem Text aufgegriffener Einwürfe wie „do you remember“ (deutsch: „Erinnerst du dich?“) oder „do you love her“ (deutsch: „Liebst du sie?“) begleitet.

## Veröffentlichungen
Der Titel erschien 1962 auf der ersten Lola-Ausgabe als B-Seite von You Know unter der Nummer 100 mit gelbem Label-Aufkleber. Zwei Jahre später wurde die Aufnahme unter der gleichen Nummer 100 mit orangefarbenen Aufkleber wiederveröffentlicht. Als A-Seite wählte Marascalco dieses Mal aber den Titel Boo Babe, der bereits auf Infinity INX-016 erschienen war. Ebenfalls 1964 wurde diese Kombination der Zweitausgabe an Challenge Records weiterlizenziert, welche den Song unter der Nummer 59243 zum dritten Mal herausbrachten.

Lola 100 Erstausgabe 1962
Lola 100 Zweitausgabe 1964
Challenge 59243 Drittausgabe 1964

## Coverversionen
Bei RCA Victor betreute Chet Atkins seit 1961 den Country-Sänger Jimmy Elledge. Für dessen sechste Single leitete Atkins die Aufnahme von Can’t You See It in My Eyes, das als RCA Victor 8012 im gleichen Jahr wie das Original der Electras zusammen mit dem Titel What a Laugh erschien. Bezüglich Sound und Arrangement ähnelt Jimmy Elledges Version dem Original stark.
Bereits 1960 hatte der australische Rock-’n’-Roll-Sänger Lonnie Lee John Marascalcos Komposition Starlight Starbright veröffentlicht. Beide trafen sich 2004 in Hollywood, wo Marascalco dem Musiker Can’t You See It in My Eyes zur Aufnahme empfahl. Lonnie Lee nahm den Titel in den Vereinigten Staaten mit einigen befreundeten Musikern aus Nashville auf, darunter Wayne Jackson, Bob Babbitt und dem Gitarristen Byrd Burton. Von seiner eigenen Live-Band The Leemen war Tony Burkys beteiligt. Im Mai 2005 erschien der Titel auf CD-Single bei Lees eigenem Label Starlite Records unter der Nummer ST820 zusammen mit dem Bonus-Track Chain.

RCA Victor 8012 Jimmy Elledge
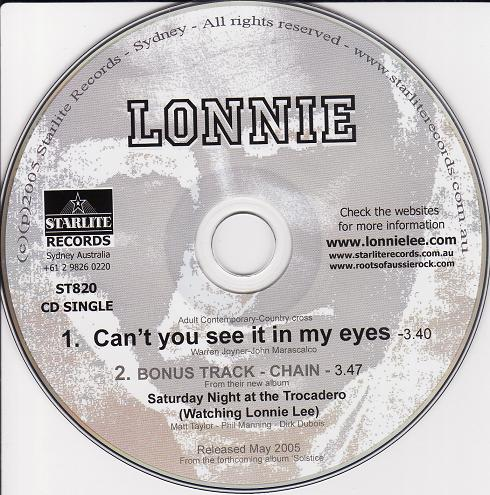
Starlite ST820 Lonnie Lee

## Bedeutung, Kritik und Erfolg
Can’t You See It in My Eyes ist eine von nur zehn Kompositionen, die für Warren Joyner bei der BMI registriert sind. Von diesen waren sechs Kollaborationen mit John Marascalco, der im Laufe seiner Karriere über 150 Songs zum BMI-Repertoire beitrug, von denen wiederum zehn in den amerikanischen oder britischen Charts waren. Mit Can’t You See It in My Eyes konnte Marascalco diesen Erfolg nicht wiederholen, keine der drei bekannten Versionen platzierte sich in einer nationalen Bestenliste. Zumindest Lonnie Lees Label hatte für seine Aufnahme von 2005 hohe Erwartungen bei deren Ankündigung: „Die wunderbare Ballade ist in einem zeitgenössischen Country-Stil für Erwachsene eingespielt und macht Hoffnung auf ernsthafte Verbreitung.“ Der Song erhielt Einzug in Lonnie Lees Live-Repertoire, das er gemeinsam mit seiner Band The Leemen auf Konzerten darbietet.